# Galerie Sagot-Le Garrec
Pour les articles homonymes, voir Sagot.
 (avril 2025).
Fondée en 1881 par Edmond Sagot, la galerie Sagot-Le Garrec est l'une des plus anciennes galeries d'art parisiennes. Située à Saint-Germain-des-Prés, elle est spécialisée dans la photographie, l’estampe et le dessin des XIXe et XXe siècles. La galerie participe initialement à l’essor de la lithographie en couleurs et développe le marché de l’affiche.

## Histoire

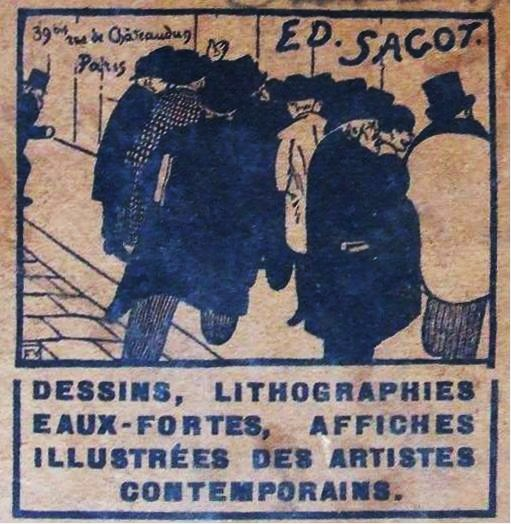
Carte de visite de la galerie par Félix Vallotton.

Le libraire et imprimeur visionnaire Edmond Sagot reconnut très tôt les possibilités commerciales offertes par l'essor fulgurant de nouvelles formes de gravures d'art. En effet, selon Alain Weill, sa minuscule boutique parisienne, ouverte en 1876, devient rapidement le rendez-vous des collectionneurs d'affiches d'art.
Les amateurs d'affiches lithographiées, qui devaient arracher l'œuvre désirée des murs ou soudoyer un afficheur, peuvent désormais acheter une copie parfaite directement chez Edmond Sagot qui, fort de ce succès, fonde officiellement dans la foulée sa galerie spécialisée dans les dessins, eaux-fortes, lithographies et affiches en 1881, au 53 rue d'Argout. La galerie offre des affiches spéciales en édition limitée, imprimées sur du papier de luxe et signées par l'artiste et anticipe un phénomène qualifié par Octave Uzanne d'« affichomanie ».
Sagot a confirmé son statut d'épicentre de l'estampe moderne en faisant dessiner les cartes de visite pour la galerie par les grands artistes français de l'époque. L'exemple le plus célèbre est la carte de Félix Vallotton, également utilisée comme publicité dans les principaux magazines.[réf. nécessaire]
Les activités de marchand d'art et d'éditeur d'Edmond Sagot lui permettent de constituer un considérable fonds d’œuvres de Bottini, Bracquemond, Corot, Daumier, Delacroix, Fantin-Latour, Gauguin, Géricault, Goya, Manet, Pissarro, Redon, Rodin ou Vallotton.
À sa mort en 1917, c'est son gendre Maurice Le Garrec (qui avait lui-même ouvert en 1913 une boutique aux mêmes spécialisations) qui prend la relève. Il conserve l'association des deux noms. L’achat de la série de 36 sculptures d'Honoré Daumier, Les Célébrités du Juste milieu, constitue l'acte fondateur de son activité de marchand.[réf. nécessaire]
En 1937, son épouse Berthe Le Garrec, fille d’Edmond Sagot, lui succède à la direction de la galerie.[réf. souhaitée]
Aujourd'hui, la galerie Sagot-Le Garrec est située 10 rue de Buci. Elle est dirigée depuis 2009 par Nicolas Romand, cinquième génération de marchands, et est affiliée :
- au SLAM - Syndicat de la Librairie Ancienne et Moderne
- à la CSEDT - Chambre Syndicale de l’Estampe et Du Tableau
- et à la CINOA - Confédération Internationale des Négociants en Œuvres d’Art

## Artistes exposés par la galerie
- Assadour
- Mario Avati[9]
- André Beaudin
- Adolphe Beaufrère
- Eugène Béjot
- Pierre Bonnard
- George Bottini
- Félix Bracquemond
- Rodolphe Bresdin
- Bernard Buffet[10]
- Félix Buhot
- Pierre-Eugène Clairin[11]
- Albert Clouard
- Lucien Coutaud
- Honoré Daumier
- Edgar Degas
- Eugène Delacroix
- Gérard Diaz
- Pierre Dubreuil
- Maurice Eliot
- James Ensor
- Henri Fantin-Latour
- Georges de Feure
- Jean Frélaut
- Pierre Gatier
- Paul Gauguin
- Théodore Géricault
- Nathalie Grall
- Marcel Gromaire
- Jacques Houplain[12]
- François Houtin
- André Jacquemin
- Auguste Lepère
- Robert Lotiron
- Édouard Manet
- Enrique Marin
- André Masson[13]
- Henri Matisse
- Charles Maurin
- André Minaux[14]
- Alfredo Müller
- Roland Oudot[15]
- Pablo Picasso
- Camille Pissarro[16]
- Odilon Redon
- Auguste Rodin
- Georges Seurat
- Maïlys Seydoux-Dumas
- Paul Signac
- Théophile Alexandre Steinlen
- Jacques Villon
- Maurice de Vlaminck[17]
- Annie Warnier
- Mikio Watanabe

## Expositions récentes
Expositions depuis 2014 :
- 2014 : Mikio Watanabe - Manières noires et photographies
- 2015 : Alfredo Müller - Estampes, eaux-fortes et pointe sèches
- 2016 :
  - Hommage à Jean-Claude Romand, marchand, expert, collectionneur et ancien dirigeant de la galerie - Estampes et dessins
  - André Jacquemin - Estampes et dessins
- 2017 :
  - Gabriela Morawetz, In illo tempore - Sérigraphies, livres d’artiste et photographies
  - Guillaine Querrien et François Houtin, O sopro da natureza/ Le souffle de la nature - Estampes, dessins et peintures
- 2018 : Agnès Dubart, Toucher le soleil - Estampes
  - Annie Warnier, Alcôve en forêt - Estampes et livres d’artiste
  - Mario Avati, Estampes et dessins - Estampes et dessins
- 2020 : Maïlys Seydoux-Dumas, Bleu – Or – Rose - Lithographies, peintures et livres d’artiste
- 2021 :
  - Marcel Gromaire, Les nus de Marcel Gromaire - Estampes et dessins
  - Notre Dame de Paris - Estampes modernes et contemporaines
- 2022 :
  - Lise Follier-Morales, Variations sur la transparence - Linogravures et pastels
  - Paris Print Fair[19] organisée par la CSEDT
- 2023 : 
  - Nathalie Grall, Claire Illouz, Lanfranco Quadrio et Mikio Watanabe, Insectes - Estampes et dessins
  - Paris Print Fair[20] organisée par la CSEDT